# Соловьёв, Василий Иванович (библиограф)
Василий Иванович Соловьёв (1890—1939) — русский революционер, партийный журналист, библиограф
, главный редактор журнала «Тридцать дней».

## Биография
Родился в 1890 году в Гольдингене (Курляндская губерния).
После окончания физико-математического факультета Петроградского университета в 1914 году был назначен в Вологодскую гимназию на должность преподавателя математики с исполнением обязанностей классного наставника.
В 1917 году был членом редколлегии московской большевистской газеты «Социал-демократ», членом Московского окружного бюро РСДРП(б), заведующим провинциальным отделом, затем отделом печати и издательства Московского Совета и член его президиума; делегат VI съезда РСДРП(б); 25 июня 1917 года по новому избирательному закону был избран в Московскую городскую думу по списку РСДРП(б).
В дни октябрьского вооружённого восстания в Москве был членом Боевого партийного центра по руководству восстанием; руководил мерами по недопущению выпуска нежелательной прессы. Он встречался с делегатами от Поместного Собора Русской Православной Церкви по вопросу о прекращении кровопролития на улицах Москвы.
Был управляющим делами ВСНХ (1917—1918), членом Реввоенсовета 2-й армии Восточного фронта.
В 1918—1920 годах — член бюро Московского комитета партии, член Президиума Моссовета, зам. начальника Политуправления республики (1918—1920). Делегат VII съезда РКП(б). В 1920 году работал в Наркомпросе.
3 января — 13 мая 1921 года — председатель политотдела Реввоенсовета Республики.
В 1921—1922 годах — заместитель председателя Главполитпросвета, затем — член коллегии агитпропотдела, зав. оргинструкторским отделом ЦК РКП(б).
Затем — сотрудник Коминтерна; выполнял дипломатическую работу в Афганистане, Мукдене, Китае (1923—1926). Член ВЦИК.
Был заведующим Государственным издательством художественной литературы; 1 ноября 1932 года был назначен директором центральной книжной палаты РСФСР. В. И. Соловьёв явился организатором издательской и библиографической деятельности в СССР; он был ответственным редактором сборника «Советская библиография» (1934—1937).
В ноябре 1937 года был освобождён от должности и репрессирован; дата смерти — 29 июля 1939 года. Посмертно реабилитирован.